# A debreceni köztemető ravatalozója és krematóriuma
A debreceni köztemető ravatalozója és krematóriuma egy műemléki védelem alatt álló épületegyüttes, amelyet az tesz különlegessé, hogy krematóriumi része az első ilyen épület volt Magyarországon.

## Előzmények
A 19. század második felében a városok növekvő népessége a századforduló táján, Nyugat-Európai mintára Magyarországon is felmerült – részben közegészségügyi okokból – a hamvasztásos temetés iránti igény. 1903-ban pályázatot írtak ki egy budapesti krematórium építésére, ez azonban – többek közt a római katolikus egyház erős ellenállása miatt – nem valósult meg. (Budapesten ezt követően 60 éven át nem is épült ilyen létesítmény, csak 1968-ban nyílt meg az Új köztemető krematóriuma.)
Az 1930-as évek előtt Magyarországon arra volt mód, hogy Bécsbe szállítsák a hamvasztani kívántakat, majd onnan a hamvasztás megtörténte után vissza Magyarországra.

## Építése
A fentieket tekintetbe véve végül az elsősorban protestánsok (reformátusok) által lakott Debrecenben épült fel Magyarország első krematóriuma. (Ettől függetlenül megemlítendő, hogy a 19. században még a protestáns felekezetek is elutasították a halotthamvasztás gondolatát.) Az 1928-ban területileg kijelölt, új debreceni köztemetőben vált alkalmassá a ravatalozó a hozzá tartozó halotthamvasztó helyére. Az építkezést támogatta a Tiszántúli református egyházkerület püspöke, Baltazár Dezső és Szimonidesz Lajos evangélikus lelkész is.
A komplexum tervezője Borsos József (1875–1952) Debrecen város főépítésze volt, aki magyaros-népies stílusban készítette el (terveiben már 1923-ban) egyik fő művét. Az épületet színes burkolótéglák és zománcozott dísztéglák borítják, emellett freskók, üvegmozaikok, szobrok is készültek hozzá Haranghy Jenő, Holló László és ifj. Kovács János tervei szerint. Az építési költségek körülbelül 600.000 pengőt tettek ki. Borsos József személyesen felügyelte a kivitelezést, és ha kellett, visszabontatta a nem megfelelőnek ítélt épületrészeket.
A kivitelezést a „Szél Géza és Fia” vállalat végezte el körülbelül 1 év alatt, 1931. május 12. és 1932. július 6. között.

## Üzembe helyezése

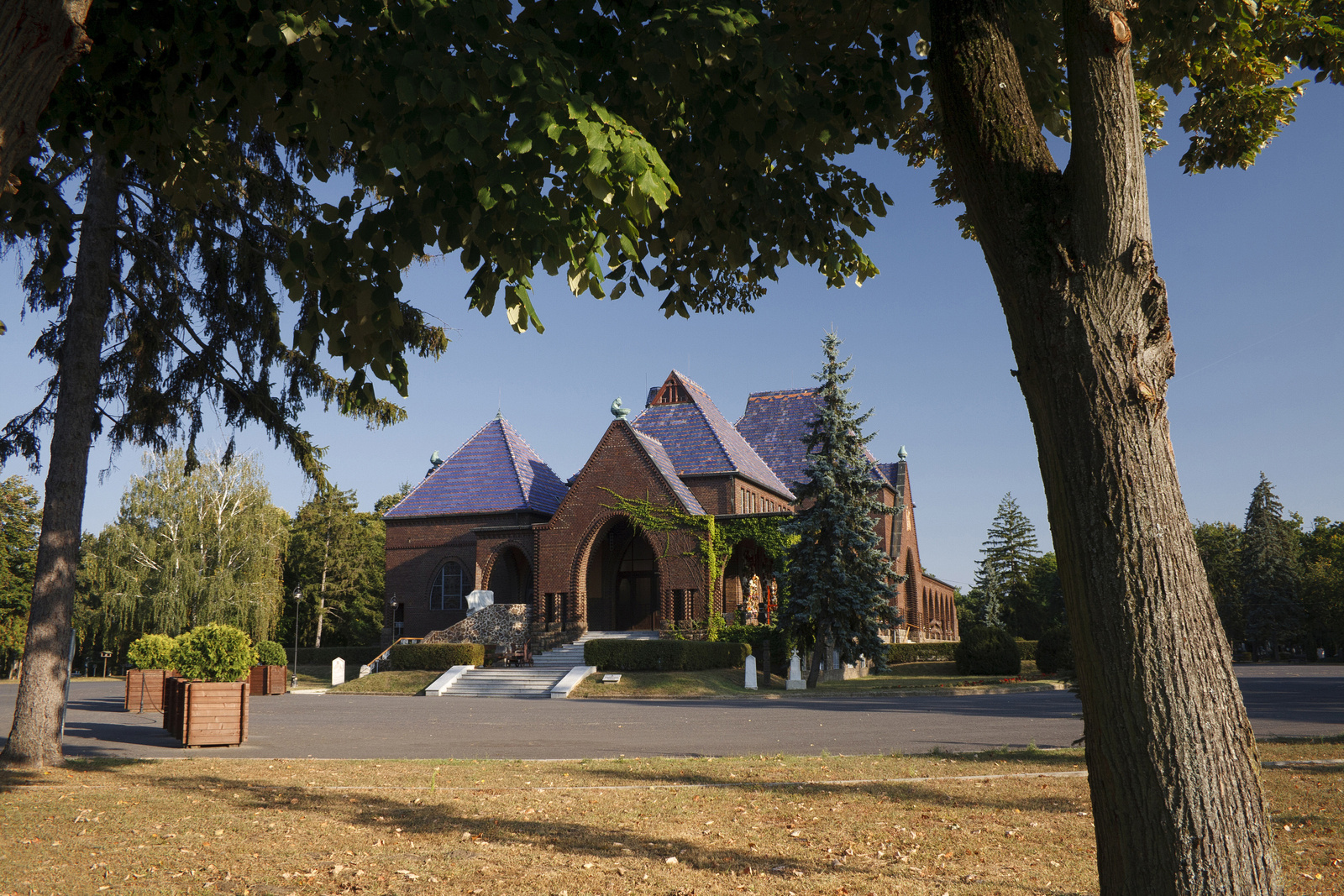
Az épületegyüttes oldalnézetből

Habár meglehetősen rövid idő alatt felépült a komplexum, csak a ravatalozó lett átadva a használatra. Mint kiderült, a helyi egyházi és polgári körök mégsem tudtak megbarátkozni a hamvasztás gondolatával (kifejezetten támadta Serédi Jusztinián esztergomi érsek és Ravasz László dunamelléki református püspök), ezért 20 éven keresztül a krematórium nem üzemelt. Csak a kommunista hatalomátvételt követően, 1950. május 11-én döntött a Minisztertanács határozattal a létesítmény üzembe helyezéséről, ami 1951-ben meg is történt. (Az események hátterében az egyházi körök meggyengülése is állt.) 1951-ben mindössze 21 hamvasztást hajtottak végre. A sors iróniája, hogy a tervezőnek megadatott, hogy megérje a krematórium beüzemelését. Borsos rá egy évre, 1952-ben hunyt el 77 éves korában. (Őt magát nem hamvasztották el, sírja a krematórium előtt található.)
A létesítmény napjainkban is működik, habár az eredeti, koksszal működő kemencék helyett újabb, számítógép vezérlésű, gáztüzelésű kemencéket építettek. Az épület műemléki védelem alatt áll.